# Árfolyam-nyereség arány
Az árfolyam-nyereség arány (vagy ár-nyereség arány, ár-nyereség ráta) a részvények kereskedelmében használt mutató, amelynek alapján összehasonlítható, hogy egy adott vállalat részvényének a piaci ára milyen mértékben drága az egy részvényre jutó nyereséghez mérve. A mutató nemzetközileg ismert angol nyelvű neve: Price–earnings ratio (vagy price/earnings ratio, rövidítve  P/E ratio vagy PER, vagy PE).
Minél magasabb egy részvény ára, annál magasabbra szalad az árfolyam-nyereség ráta. A részvény „drágábbá” válása történhet úgy is, hogy a képletben csökken a tört nevezője, azaz a vállalat nyeresége. 
Többféle árfolyam-nyereség mutató is létezik. A nyereséget például lehet visszatekintően szemlélni (ezt leggyakrabban az elmúlt négy negyedévre nézik), de lehet előretekintően is, elemzői előrejelzések alapján. De a figyelembe vett nyereség fajtája is lehet más-más.
A P/E ráta majdnem mindig pozitív, mert a veszteséges cégekre általában nem számolják. Elvétve igen, és akkor az arányszám természetesen negatív. Ha veszteséges a cég és emiatt nem számolnak rá P/E-t, akkor ezt általában így jelölik: N/A (az angol "not availaible" rövidítése). 

## Fajtái
A P/E rátának több fajtája van, attól függően, hogy már realizált, vagy várt profitról van szó, illetve hogy milyen fajta nyereséget tekint.
- A "visszatekintő P/E" (angolul trailing P/E) a törzsrészvények számának súlyozott átlagát osztja el nettó nyereséggel az elmúlt négy negyedéves időszakot tekintve. Ha valaki csak annyit mond, hogy "P/E", akkor általában erre a fajta mutatóra gondol. Különböző vállalatok P/E mutatóinak az egybevetésekor érdemes figyelni arra, hogy a cégek maguk választják ki a pénzügyi évük kezdetét.
- A "visszatekintő P/E a folytatódó tevékenységekre" (angolul "trailing P/E from continued operations") a működési eredményt használja, amiből kiveszik a nem folytatódó tevékenységeket, illetve az egyszeri tételeket (mint például az egyszeri leírások) és a könyvelési változásokat.
- Az "előretekintő P/E" nem a már elért nettó eredménnyel számol, hanem az elkövetkező négy negyedév várt nettó eredményével. A felhasznált várakozás általában elemzők előrejelzéseinek az átlaga. Ilyenkor nem feltétlenül világos az elemzők kiválasztásának módszere.

Példaképp: ha A részvény 2400 forintos áron kereskedik és az egy részvényre jutó eredmény az elmúlt négy negyedévben 300 forint volt, akkor a P/E ráta 2400/300, azaz 8. Másképpen fogalmazva, aki megveszi a részvényt, az minden forintnyi nyereségre 8 forintot fordít. 
Sokszor tévesen a piaci kapitalizáció és a nettó eredmény hányadosaként számítják a P/E-t. Ez a számítás gyakran helyes eredményhez vezet, de ha például az adott időszakban új részvényeket is kibocsátottak, akkor nem. Ugyanis a piaci kapitalizáció a jelenlegi részvényszám szorzata a piaci árral. A részvényenkénti nyereség azonban, amely a P/E alapja, más: a nettó eredmény osztva a törzsrészvények súlyozott átlagával.